# Kenneth Bancroft Clark
Kenneth Bancroft Clark (Panamakanaalzone, 14 juli 1914 - Hastings-on-Hudson (New York), 1 mei 2005) was een Amerikaans psycholoog en mensenrechtenactivist. Hij was getrouwd met Mamie Phipps Clark (1937-1983) met wie hij op beide terreinen nauw samenwerkte.

## Levensloop
Clark werd geboren in de Panamakanaalzone. Zijn vader werkte als handelsvertegenwoordiger voor de United Fruit Company, de voorloper van Chiquita International. Zijn ouders scheidden toen hij vijf jaar oud was en zijn moeder nam hem en zijn jongere zus mee naar Harlem, Manhattan, en vond daar werk als naaister in een sweatshop. Hier organiseerde ze later een vakbond en werd ze en locatieleider voor de bond International Ladies' Garment Workers' Union.
Clark studeerde aan de Howard-universiteit die van oorsprong een universiteit voor Afro-Amerikanen is. Hier studeerde hij aanvankelijk politicologie en begon hij in 1935 aan zijn master voor psychologie.
Tijdens zijn doctoraalstudie aan de Columbia-universiteit deed hij onderzoek naar rasrelaties voor de Zweedse econoom Gunnar Myrdal, schrijver van An American Dilemma: The Negro Problem and Modern Democracy (1944) en latere winnaar van de Nobelprijs voor de Economie (1974). In 1940 behaalde Clark zijn Ph.D.
Clark was vaak de eerste Afro-Amerikaan die een bepaalde positie bereikte. Zo was hij dat in 1942 als hoogleraar aan het City College of New York en in 1966 met een aanstelling in de Board of Regents van de universiteit van de staat New York. Ook was dat het geval toen hij voorzitter werd van de American Psychological Association.
Hij was in 1962 een van de oprichters van de Harlem Youth Opportunities Unlimited (HARYOU), een organisatie voor de ontwikkeling van kansen op onderwijs en werk voor jeugd in de wijk Harlem. Hij deed metingen naar IQ-scores, criminaliteit, leeftijd, schooluitval, kerk- en schoollocaties, huisvestingskwaliteit, familie-inkomens, drugs, geslachtsziekte, doodslag en een aantal andere terreinen.
Hij wierf onderwijsdeskundigen om in Harlem te helpen scholen te reorganiseren, voorklassen op te zetten, naschoolse bijles te geven en baankansen voor schoolverlaters te vinden. De regering van president Lyndon B. Johnson trok 110 miljoen dollar uit voor de bekostiging van het werk van HARYOU.
Clark ging in 1975 met pensioen, maar bleef ook daarna tot in de 21e eeuw een actief voorvechter van de rassenintegratie.

## Erkenning
Clark werd meermaals onderscheiden. Hieronder volgt een selectie:
- 1961: Spingarn-medaille van de National Association for the Advancement of Colored People
- 1966: Zilveren medaille van de Columbia-universiteit
- 1970: Eredoctoraat van de Columbia-universiteit
- 1985: Four Freedoms Award in de categorie vrijheid van meningsuiting
- 1994: APA Award  voor uitstekende bijdrage aan de psychologie gedurende zijn hele leven